# الهايكستب
مخيم الهايكستيب (بالإنجليزية: Camp Huckstep)‏ هو منطقة عسكرية كبيرة في القاهرة، تقع على طريق الإسماعيلية مقابل سوق العبور. أطلق اسم "هايكستيب" علي المخيم في عام 1943 ولا يزال يستخدمه المصريون حتى يومنا هذا. تبلغ مساحتة المخيم حوالي 12 × 12 كيلومترًا.

## التاريخ
في العام 1943 م قررت بريطانيا تسمية المنطقة بـ “هوكستيب” والتي سماها المصريون لاحقاً بـ”الهايكستب”، وجاء قرار التسمية تقديراً لجهود الضابط الطيار راسل بنجامين هاكستيب، أحد أبرز الطيارين الأمريكيين الذي ساهموا في تغيير مصير الحرب العالمية الأولى مبكراً منذ دخول أمريكا الحرب، حيث أشرف على خطة معركة ميدواي الجوية لكنه قُتِل قبل تنفيذها بعام واحد في إفريقيا.
خلال الحرب العالمية الثانية، تم استخدام المعسكر من قبل قوات الحلفاء على الأقل في وقت مبكر من عام 1941. في عام 1943، كان المعسكر أكبر مستودع إمداد عسكري في الشرق الأوسط، بما في ذلك من بين أمور أخرى مستشفى بسعة 1100 سرير ومحطة إذاعية تديرها الولايات المتحدة. في الوقت نفسه، عملت كقاعدة جوية.
في وقت لاحق، تم استخدام المعسكر من قبل القوات المسلحة المصرية وغيرها من الهيئات الحكومية المصرية.
في 23 سبتمبر 2021، تم تغيير اسم القاعدة إلى قاعدة محمد حسين طنطاوي العسكرية تكريما للقائد العام المصري الراحل للقوات المسلحة المصرية، تقديرا لإنجازاته.

## المحتويات
يضم المخيم حاليًا مركزًا لتجنيد جنود منطقة القاهرة الكبرى وسجنًا ومنشآت أخرى وهي:
- منطقة تجنيد حلوان والقاهرة والقليوبية.
- معسكر
- معتقل الهايكستب
- مدينة الضباط بالهايكستب (مدينة المستقبل) وهي مدينة سكنية خاصة بضباط القوات المسلحة وتنقسم المدينة إلى قطاعين.